# Eotetranychus guajavae
Eotetranychus guajavae är en spindeldjursart som beskrevs av Gupta 1994. Eotetranychus guajavae ingår i släktet Eotetranychus och familjen Tetranychidae. Inga underarter finns listade i Catalogue of Life.